# Kelly Carlson
Kelly Carlson (Minneapolis (Minnesota) 17 februari 1976) is een Amerikaans actrice en fotomodel.

## Biografie
Carlson volgde school in Richfield. Tijdens haar carrière als fotomodel werkte ze mee aan commercials en ze was ook te zien in een aantal magazines, waaronder Maxim.
In 2003 kreeg ze de rol van "Kimber Henry" in de televisieserie Nip/Tuck. De eerste twee seizoenen was ze af en toe te zien in een gastrol en vanaf seizoen drie werd haar personage een hoofdpersonage. In 2010 speelt ze voor een zevende jaar op rij in de serie. Naast Nip/Tuck had ze gastrollen in onder meer Everwood, CSI: Crime Scene Investigation, CSI: Miami, Monk en was ze te zien in drie afleveringen van Melrose Place 2009.
Ze had enkele kleinere rollen in een aantal films. In 2008 was ze te zien in de film Made of Honor.

## Filmografie
- Biblioteca Nacional de España: XX4617819
- Bibliothèque nationale de France: cb15658164c (data)
- International Standard Name Identifier: 0000 0001 1629 1250
- Library of Congress Control Number: no2007012521
- Système universitaire de documentation: 25023288X
- Virtual International Authority File: 42168156
- WorldCat: E39PBJqBkGmFhKCdBmcygkmfMP